# Premier district congressionnel de l'État de New York
Le 1er district congressionnel de New York est un district situé dans l'est de Long Island. Il comprend les deux tiers est du Comté de Suffolk, y compris la partie nord de Brookhaven, ainsi que l'intégralité des villes de Huntington, Smithtown, Riverhead, Southold, Southampton, East Hampton et Shelter Island. Le district comprend des enclaves extrêmement riches telles que les Hamptons, des villes de banlieue de classe moyenne telles que Selden, Centereach et Lake Grove, des villes ouvrières telles que Riverhead et des communautés agricoles rurales telles que Mattituck et Jamesport sur North Fork. Le district est actuellement représenté par le Républicain Nick LaLota qui vit à Amityville, en dehors du district.
Le district est un swing district depuis les années 1990 et un siège à tendance républicaine depuis les années 2010. Le Président George W. Bush a battu son challenger John Kerry de moins de 1 % en 2004, tandis qu'en 2008 et 2012, Barack Obama a remporté la circonscription avec moins de cinq points. En 2012, New York a subi un redécoupage et le 1er district a été légèrement modifié. Lors des élections de 2014, le Républicain Lee Zeldin a battu le Représentant démocrate sortant Tim Bishop, qui représentait le district depuis 2003. Donald Trump a remporté le district par 12 % sur Hillary Clinton lors de l'élection présidentielle de 2016. Dans le même temps, Zeldin a remporté un deuxième mandat, battant la challenger Démocrate Anna-Thone Holst avec une marge de 15,6 %, la plus grande marge de victoire pour un Républicain depuis 1998. En 2018, Zeldin a été réélu pour un troisième mandat, de justesse, battant le challenger démocrate Perry Gershon par 4,1 %. En 2020, le district est revenu dans la giron Démocrate, Trump ayant remporté le district de seulement quatre points lors de l'élection présidentielle américaine de 2020.
En 2022, le Républicain Nick LaLota a battu la Démocrate Bridget Fleming dans le district nouvellement redessiné avec une marge d'environ dix points. De ce fait, c’était l’une des 18 circonscriptions qui auraient voté pour Joe Biden à l’élection présidentielle de 2020 si elles avaient existé dans leur configuration actuelle tout en ayant été remportées ou détenues par un Républicain en 2022.

## Ville dans le district
| Amagansett Aquebogue Asharoken Baiting Hollow Belle Terre Bridgehampton Brookhaven Calverton Centereach Centreport Cherry Grove Cold Spring Harbor Commack Coram Chutchogue                   | Dering Harbor Dix Hills East Hampton (village) East Hampton North East Northport East Patchogue Eastport East Quogue East Setauket East Shoreham East Yaphank Eatons Neck Elwood Farmingville Fishers Island | Flanders Fort Salonga Gordon Heights Greenlawn Greenport Greenport West Hagerman Halesite Hampton Bays Hauppauge Head of the Harbor Holbrook Holtsville Huntington (hamlet) Huntington Bay | Huntington Station Jamesport Kings Park Lake Grove Lake Rokonkoma Laurel Lloyd Harbor Manorville Mattituck Melville Middle Island Miller Place Montauk Mount Sinai Napeague | New Suffolk North Haven Northampton Northville Northwest Harbor Nesconset Nissequogue Northport North Sea Noyack Ocean Bay Park Old Field Orient Patchogue Peconic | Point O'Woods Poquott Port Jefferson Port Jefferson Station Quiogue Quogue Remsenberg Ridge Riverhead Riverhead (hamlet) Riverside Rocky Point Ronkonkoma Sag Harborg Sagaponack |
| San Remo Selden Setauket Shelter Island Shelter Island (hamlet) Shelter Island Heights Shinnecock Hills Shoreham Smithtown Smithtown (hamlet) Sound Beach Southhampton Southhampton (village) | South Haven Southold South Huntington South Jamesport Speonk Springs St. James Stony Brooks Strongs Neck Tuckahoe Upton Vernon Valley Village of the Branch                                                  | Wading River Wainscott Water Island Water Mill Westhampton Westhampton Beach West Hampton Dunes West Hills West Manor Wincoma Yaphank                                                      | Wading River Wainscott Water Island Water Mill Westhampton Westhampton Beach West Hampton Dunes West Hills West Manor Wincoma Yaphank                                       | Wading River Wainscott Water Island Water Mill Westhampton Westhampton Beach West Hampton Dunes West Hills West Manor Wincoma Yaphank                              | Wading River Wainscott Water Island Water Mill Westhampton Westhampton Beach West Hampton Dunes West Hills West Manor Wincoma Yaphank                                            |

## Composant: Passé et Présent
1823 - 1945 : La totalité de Suffolk et Nassau ; Parties de Queens
1945 - 1963 : La totalité de Suffolk ; Parties de Nassau
1963 - Présent : Parties de Suffolk

## Historique de vote
| Année | Poste     | Résultats               |
| ----- | --------- | ----------------------- |
| 1992  | Président | Bush 40,0 % – 38,0 %    |
| 1996  | Président | Clinton 51,0 % – 36,0 % |
| 2000  | Président | Gore 52,0 % – 44,0 %    |
| 2004  | Président | Bush 49,0 % – 49,0 %    |
| 2008  | Président | Obama 52,0 % – 48,0 %   |
| 2012  | Président | Obama 50,0 % – 49,0 %   |
| 2016  | Président | Trump 54,0 % – 42,0 %   |
| 2020  | Président | Trump 51,0 % - 47,0 %   |

## Liste des Représentants du district

### 1789 - 1813: Un siège
| Membres                         | Partis                | Années                            | Congrès   | Histoire électorale                                                                                                | Zone géographique                          |
| ------------------------------- | --------------------- | --------------------------------- | --------- | --- | ------------------------------------------ |
| District établit le 4 mars 1789 |                       |                                   |           | |                                            |
| William Floyd                   | Anti-Administration   | 4 mars 1789 - 3 mars 1791         | 1er       | Élu en 1789. Perd sa réélection.                                                                                   | 1789–1793 Kings, Queens, Richmond, Suffolk |
| Vacant                          | Vacant                | 4 mars 1791 - mai 1791            | 2e        | Le Représentant-élu James Townsend décède le 24 mai 1790, avant le début de son mandat                             | 1789–1793 Kings, Queens, Richmond, Suffolk |
| Thomas Tredwell                 | Anti-Administration   | mai 1791 - 3 mars 1795            | 2e , 3e   | Élu en 1791 pour terminer le mandat de Townsend. Réélu en 1793. Déplacé vers le 7e district et perd sa réélection. | 1789–1793 Kings, Queens, Richmond, Suffolk |
| Thomas Tredwell                 | Anti-Administration   | mai 1791 - 3 mars 1795            | 2e , 3e   | Élu en 1791 pour terminer le mandat de Townsend. Réélu en 1793. Déplacé vers le 7e district et perd sa réélection. | 1793–1801 Kings, Queens, Suffolk           |
| Jonathan Nicoll Havens (en)     | Républicain-démocrate | 4 mars 1795 - 25 octobre 1799     | 4e - 6e   | Élu en 1794. Réélu en 1796. Réélu en 1798. Décès.                                                                  |                                            |
| Vacant                          | Vacant                | 25 octobre 1799 - 27 février 1800 | 6e        | |                                            |
| John Smith (en)                 | Républicain-démocrate | 27 février 1800 - 23 février 1804 | 6e - 8e   | Élu pour terminer le mandat de Havens et intronisé le 27 février 1800. Réélu en 1800. Réélu en 1802. Démissionne.  |                                            |
| John Smith (en)                 | Républicain-démocrate | 27 février 1800 - 23 février 1804 | 6e - 8e   | Élu pour terminer le mandat de Havens et intronisé le 27 février 1800. Réélu en 1800. Réélu en 1802. Démissionne.  | 1801–1803 Kings, Queens, Richmond, Suffolk |
| John Smith (en)                 | Républicain-démocrate | 27 février 1800 - 23 février 1804 | 6e - 8e   | Élu pour terminer le mandat de Havens et intronisé le 27 février 1800. Réélu en 1800. Réélu en 1802. Démissionne.  | 1803–1809 Queens, Suffolk                  |
| Vacant                          | Vacant                | 23 février 1804 - 5 novembre 1804 | 8         | |                                            |
| Samuel Riker (en)               | Républicain-démocrate | 5 novembre 1804 - 3 mars 1805     | 8         | Élu pour terminer le mandat de Smith.                                                                              |                                            |
| Eliphalet Wickes (en)           | Républicain-démocrate | 4 mars 1805 - 3 mars 1807         | 9e        | Élu en 1804. |                                            |
| Samuel Riker (en)               | Républicain-démocrate | 4 mars 1807 - 3 mars 1809         | 10e       | Élu en 1806. |                                            |
| Ebenezer Sage (en)              | Républicain-démocrate | 4 mars 1809 - 3 mars 1813         | 11e , 12e | Élu en 1808. Réélu en 1810.                                                                                        | 1809–1813 Kings, Queens, Suffolk           |

### 1813 - 1823: Deux Sièges
| 4 mars 1813 - 3 mars 1815      | 13e | John Lefferts (en)    | Républicain-Démocrate | Élu en 1812.                                                                   | Ebenezer Sage (en)      | Républicain-Démocrate | Réélu en 1812.                                     | 1813–1823 1er et 2d Quartiers du Comté de New York, ainsi que les comtés de Kings, Queens, Suffolk et Richmond |
| 4 mars 1815 - 3 mars 1817      | 14e | Henry Crocheron (en)  | Républicain-Démocrate | Élu en 1814.                                                                   | George Townsend (en)    | Républicain-Démocrate | Élu en 1814.                                       | 1813–1823 1er et 2d Quartiers du Comté de New York, ainsi que les comtés de Kings, Queens, Suffolk et Richmond |
| 4 mars 1817 - 3 mars 1819      | 15e | Tredwell Scudder (en) | Républicain-Démocrate | Élu en 1816. Retrait.                                                          | George Townsend (en)    | Républicain-Démocrate | Réélu en 1816.                                     | 1813–1823 1er et 2d Quartiers du Comté de New York, ainsi que les comtés de Kings, Queens, Suffolk et Richmond |
| 4 mars 1819 - 14 janvier 1820  | 16  | Silas Wood (en)       | Fédéraliste           | Élu en 1818. Réélu en 1821. Deviens l'unique Représentant du district en 1823. | Vacant                  | Vacant                | Ebenezer Sage n'a pas pris ni revendiqué le siège. | 1813–1823 1er et 2d Quartiers du Comté de New York, ainsi que les comtés de Kings, Queens, Suffolk et Richmond |
| 14 janvier 1820 - 3 mars 1821  | 16  | Silas Wood (en)       | Fédéraliste           | Élu en 1818. Réélu en 1821. Deviens l'unique Représentant du district en 1823. | James Guyon Jr. (en)    | Républicain-Démocrate | À contesté avec succès l'élection à Ebenezer Sage. | 1813–1823 1er et 2d Quartiers du Comté de New York, ainsi que les comtés de Kings, Queens, Suffolk et Richmond |
| 4 mars 1821 - 12 décembre 1821 | 17e | Silas Wood (en)       | Fédéraliste           | Élu en 1818. Réélu en 1821. Deviens l'unique Représentant du district en 1823. | Vacant                  | Vacant                | Peter Shape n'a pas pris ni revendiqué le siège.   | 1813–1823 1er et 2d Quartiers du Comté de New York, ainsi que les comtés de Kings, Queens, Suffolk et Richmond |
| 12 décembre 1821 - 3 mars 1823 | 17e | Silas Wood (en)       | Fédéraliste           | Élu en 1818. Réélu en 1821. Deviens l'unique Représentant du district en 1823. | Caldwell D. Colden (en) | Fédéraliste           | À contesté avec succès l'élection à Peter Sage.    | 1813–1823 1er et 2d Quartiers du Comté de New York, ainsi que les comtés de Kings, Queens, Suffolk et Richmond |

### 1823 - Présent: Un Siège
| Membre                       | Parti             | Années                             | Congrès     | Histoire électorale | Zone géographique                               |
| ---------------------------- | ----------------- | ---------------------------------- | ----------- | --- | ----------------------------------------------- |
| Silas Wood (en)              | Fédéraliste       | 4 mars 1823 - 3 mars 1829          | 18e - 20e   | Élu en 1822. Réélu en 1824. Réélu en 1826. Perd sa réélection.                                                                                | 1823–1833 Queens, Suffolk                       |
| Silas Wood (en)              | Anti-Jacksonien   | 4 mars 1823 - 3 mars 1829          | 18e - 20e   | Élu en 1822. Réélu en 1824. Réélu en 1826. Perd sa réélection.                                                                                | 1823–1833 Queens, Suffolk                       |
| James Lent (en)              | Jacksonien (en)   | 4 mars 1829 - 22 février 1833      | 21e , 22e   | Élu en 1828. Réélu en 1830. Décès. | 1823–1833 Queens, Suffolk                       |
| Vacant                       | Vacant            | 22 février 1833 - 3 mars 1833      | 22e         | | 1823–1833 Queens, Suffolk                       |
| Abel Huntington (en)         | Jacksonien (en)   | 4 mars 1833 - 3 mars 1837          | 23e , 24e   | Élu en 1832. Réélu en 1834. Perd sa réélection.                                                                                               | 1833–1843                                       |
| Thomas B. Jackson (en)       | Démocrate         | 4 mars 1837 - 3 mars 1841          | 25e , 26e   | Élu en 1836. Réélu en 1838. Retrait. | 1833–1843                                       |
| Charles A. Floyd (en)        | Démocrate         | 4 mars 1841 - 3 mars 1843          | 27e         | Élu en 1840. | 1833–1843                                       |
| Selah B. Strong (en)         | Démocrate         | 4 mars 1843 - 3 mars 1845          | 28e         | Élu en 1842. Retrait. | 1843–1853                                       |
| John W. Lawrence (en)        | Démocrate         | 4 mars 1845 - 3 mars 1847          | 29e         | Élu en 1844. Retrait. | 1843–1853                                       |
| Frederick W. Lord (en)       | Démocrate         | 4 mars 1847 - 3 mars 1849          | 30e         | Élu en 1846. | 1843–1853                                       |
| John Alsop King (en)         | Whig              | 4 mars 1849 - 3 mars 1851          | 31e         | Élu en 1848. | 1843–1853                                       |
| John G. Floyd (en)           | Démocrate         | 4 mars 1851 - 3 mars 1853          | 32e         | Élu en 1850. | 1843–1853                                       |
| James Maurice (en)           | Démocrate         | 4 mars 1853 - 3 mars 1855          | 33e         | Élu en 1852. Retrait. | 1853–1863                                       |
| William Valk (en)            | Know Nothing      | 4 mars 1855 - 3 mars 1857          | 34e         | Élu en 1854. Perd sa réélection. | 1853–1863                                       |
| John A. Searing (en)         | Démocrate         | 4 mars 1857 - 3 mars 1859          | 35e         | Élu en 1856. Retrait. | 1853–1863                                       |
| Luther C. Carter (en)        | Républicain       | 4 mars 1859 - 3 mars 1861          | 36e         | Élu en 1858. Perd sa réélection. | 1853–1863                                       |
| Edward H. Smith (en)         | Démocrate         | 4 mars 1861 - 3 mars 1863          | 37e         | Élu en 1860. Retrait. | 1853–1863                                       |
| Henry G. Stebbins (en)       | Démocrate         | 4 mars 1863 - 24 octobre 1864      | 38e         | Élu en 1862. Démissionne. | 1863–1873                                       |
| Vacant                       | Vacant            | 24 octobre 1864 - 5 décembre 1864  | 38e         | | 1863–1873                                       |
| Dwight Townsend (en)         | Démocrate         | 5 décembre 1864 - 3 mars 1865      | 38e         | Élu pour terminer le mandat de Stebbins. | 1863–1873                                       |
| Stephen Taber (en)           | Démocrate         | 4 mars 1865 - 3 mars 1869          | 39e , 40e   | Élu en 1864. Réélu en 1866. | 1863–1873                                       |
| Henry A. Reeves (en)         | Démocrate         | 4 mars 1869 - 3 mars 1871          | 41e         | Élu en 1868. | 1863–1873                                       |
| Dwight Townsend (en)         | Démocrate         | 4 mars 1871 - 3 mars 1873          | 42e         | Élu en 1870. | 1863–1873                                       |
| Henry J. Scudder (en)        | Républicain       | 4 mars 1873 - 3 mars 1875          | 43e         | Élu en 1872. Retrait. | 1873–1885                                       |
| Henry B. Metcalfe (en)       | Démocrate         | 4 mars 1875 - 3 mars 1877          | 44e         | Élu en 1874. | 1873–1885                                       |
| James W. Covert (en)         | Démocrate         | 4 mars 1877 - 3 mars 1881          | 45e ,46e    | Élu en 1876. Réélu en 1878. | 1873–1885                                       |
| Perry Belmont                | Démocrate         | 4 mars 1881 - 1er décembre 1888    | 47e - 50e   | Élu en 1880. Réélu en 1882. Réélu en 1884. Réélu en 1886. Démissionne pour devenir Ambassadeur des États-Unis en Espagne.                     | 1873–1885                                       |
| Perry Belmont                | Démocrate         | 4 mars 1881 - 1er décembre 1888    | 47e - 50e   | Élu en 1880. Réélu en 1882. Réélu en 1884. Réélu en 1886. Démissionne pour devenir Ambassadeur des États-Unis en Espagne.                     | 1885–1893 Queens, Richmond et Suffolk           |
| Vacant                       | Vacant            | 1er décembre 1888 - 3 mars 1889    | 50e         | |                                                 |
| James W. Covert (en)         | Démocrate         | 4 mars 1889 - 3 mars 1895          | 51e - 53e   | Élu en 1888. Réélu en 1890. Réélu en 1892. |                                                 |
| James W. Covert (en)         | Démocrate         | 4 mars 1889 - 3 mars 1895          | 51e - 53e   | Élu en 1888. Réélu en 1890. Réélu en 1892. | 1893–1903 Queens et Suffolk                     |
| Richard C. McCormick (en)    | Républicain       | 4 mars 1895 - 3 mars 1897          | 54e         | Élu en 1894. Retrait. |                                                 |
| Joseph M. Belford (en)       | Républicain       | 4 mars 1897 - 3 mars 1899          | 55e         | Élu en 1896. Retrait. |                                                 |
| Townsend Scudder (en)        | Démocrate         | 4 mars 1899 - 3 mars 1901          | 56e         | Élu en 1898. Retrait. |                                                 |
| Frederic Storm (en)          | Républicain       | 4 mars 1901 - 3 mars 1903          | 57e         | Élu en 1900. Perd sa réélection. |                                                 |
| Townsend Scudder (en)        | Démocrate         | 4 mars 1903 - 3 mars 1905          | 58e         | Élu en 1902. Retrait. | 1903–1913 Queens (en partie), Suffolk et Nassau |
| William W. Cocks (en)        | Républicain       | 4 mars 1905 - 3 mars 1911          | 59e - 61e   | Élu en 1904. Réélu en 1906. Réélu en 1908. Perd sa réélection.                                                                                | 1903–1913 Queens (en partie), Suffolk et Nassau |
| Martin W. Littleton (en)     | Démocrate         | 4 mars 1911 - 3 mars 1913          | 62e         | Élu en 1910. Retrait. | 1903–1913 Queens (en partie), Suffolk et Nassau |
| Lathrop Brown (en)           | Démocrate         | 4 mars 1913 - 3 mars 1915          | 63e         | Élu en 1912. Perd sa réélection. | 1913–1933                                       |
| Vacant                       | Vacant            | 4 mars 1915 - 4 janvier 1916       | 64e         | L'éléction de 1914, qui fut décidé par seulement 10 votes, a été bloquée dans les tribunaux jusqu'à décembre 1915.                            | 1913–1933                                       |
| Frederick C. Hicks (en)      | Républicain       | 4 janvier 1916 - 3 mars 1923       | 64e - 67e   | Élu en 1914. Réélu en 1916. Réélu en 1918. Réélu en 1920. Retrait.                                                                            | 1913–1933                                       |
| Robert L. Bacon (en)         | Républicain       | 4 mars 1923 - 12 septembre 1938    | 68e - 75e   | Élu en 1922. Réélu en 1924. Réélu en 1926. Réélu en 1928. Réélu en 1930. Réélu en 1932. Réélu en 1934. Réélu en 1936. Décès.                  |                                                 |
| Robert L. Bacon (en)         | Républicain       | 4 mars 1923 - 12 septembre 1938    | 68e - 75e   | Élu en 1922. Réélu en 1924. Réélu en 1926. Réélu en 1928. Réélu en 1930. Réélu en 1932. Réélu en 1934. Réélu en 1936. Décès.                  | 1933–1943                                       |
| Vacant                       | Vacant            | 12 septembre 1938 - 3 janvier 1939 | 75e         | |                                                 |
| Leonard W. Hall              | Républicain       | 3 janvier 1939 - 3 janvier 1945    | 76e - 78e   | Élu en 1938. Réélu en 1940. Réélu en 1942. Redécoupage vers le 2e district.                                                                   |                                                 |
| Leonard W. Hall              | Républicain       | 3 janvier 1939 - 3 janvier 1945    | 76e - 78e   | Élu en 1938. Réélu en 1940. Réélu en 1942. Redécoupage vers le 2e district.                                                                   | 1943–1953                                       |
| Edgar A. Sharp (en)          | Républicain       | 3 janvier 1945 - 3 janvier 1947    | 79e         | Élu en 1944. Retrait. |                                                 |
| W. Kingsland Macy (en)       | Républicain       | 3 janvier 1947 - 3 janvier 1951    | 80e , 81e   | Élu en 1946. Réélu en 1948. Perd sa réélection.                                                                                               |                                                 |
| Ernest Greenwood (en)        | Démocrate         | 3 janvier 1951 - 3 janvier 1953    | 82e         | Élu en 1950. Perd sa réélection. |                                                 |
| Stuyvesant Wainwright (en)   | Républicain       | 3 janvier 1953 - 3 janvier 1961    | 83e - 86e   | Élu en 1952. Réélu en 1954. Réélu en 1956. Réélu en 1958. Perd sa réélection.                                                                 | 1953–1963                                       |
| Otis G. Pike (en)            | Démocrate         | 3 janvier 1961 - 3 janvier 1979    | 87e - 95e   | Élu en 1960. Réélu en 1962. Réélu en 1964. Réélu en 1966. Réélu en 1968. Réélu en 1970. Réélu en 1972. Réélu en 1974. Réélu en 1976. Retrait. | 1953–1963                                       |
| Otis G. Pike (en)            | Démocrate         | 3 janvier 1961 - 3 janvier 1979    | 87e - 95e   | Élu en 1960. Réélu en 1962. Réélu en 1964. Réélu en 1966. Réélu en 1968. Réélu en 1970. Réélu en 1972. Réélu en 1974. Réélu en 1976. Retrait. | 1963–1973                                       |
| Otis G. Pike (en)            | Démocrate         | 3 janvier 1961 - 3 janvier 1979    | 87e - 95e   | Élu en 1960. Réélu en 1962. Réélu en 1964. Réélu en 1966. Réélu en 1968. Réélu en 1970. Réélu en 1972. Réélu en 1974. Réélu en 1976. Retrait. | 1973–1983                                       |
| William Carney (en)          | Conservateur (en) | 3 janvier 1979 - 7 octobre 1985    | 96e - 99e   | Élu en 1978. Réélu en 1980. Réélu en 1982. Réélu en 1984. Change de parti. Retrait.                                                           |                                                 |
| William Carney (en)          | Républicain       | 7 octobre 1985 - 3 janvier 1987    | 96e - 99e   | Élu en 1978. Réélu en 1980. Réélu en 1982. Réélu en 1984. Change de parti. Retrait.                                                           | 1983–1993                                       |
| George J. Hochbrueckner (en) | Démocrate         | 3 janvier 1987 - 3 janvier 1995    | 100e - 103e | Élu en 1986. Réélu en 1988. Réélu en 1990. Réélu en 1992. Perd sa réélection.                                                                 | 1983–1993                                       |
| George J. Hochbrueckner (en) | Démocrate         | 3 janvier 1987 - 3 janvier 1995    | 100e - 103e | Élu en 1986. Réélu en 1988. Réélu en 1990. Réélu en 1992. Perd sa réélection.                                                                 | 1993–2003                                       |
| Michael Forbes (en)          | Républicain       | 3 janvier 1995 - 17 juillet 1999   | 104e - 106e | Élu en 1994. Réélu en 1996. Réélu en 1998. Perd sa renomination.                                                                              |                                                 |
| Michael Forbes (en)          | Démocrate         | 17 juillet 1999 - 3 janvier 2001   | 104e - 106e | Élu en 1994. Réélu en 1996. Réélu en 1998. Perd sa renomination.                                                                              |                                                 |
| Felix Grucci (en)            | Républicain       | 3 janvier 2001 - 3 janvier 2003    | 107e        | Élu en 2000. Perd sa réélection. |                                                 |
| Tim Bishop (en)              | Démocrate         | 3 janvier 2003 - 3 janvier 2015    | 108e - 113e | Élu en 2002. Réélu en 2004. Réélu en 2006. Réélu en 2008. Réélu en 2010. Réélu en 2012. Perd sa réélection.                                   | 2003–2013                                       |
| Tim Bishop (en)              | Démocrate         | 3 janvier 2003 - 3 janvier 2015    | 108e - 113e | Élu en 2002. Réélu en 2004. Réélu en 2006. Réélu en 2008. Réélu en 2010. Réélu en 2012. Perd sa réélection.                                   | 2013–2023                                       |
| Lee Zeldin                   | Républicain       | 3 janvier 2015 - 3 janvier 2023    | 114e - 117e | Élu en 2014. Réélu en 2016. Réélu en 2018. Réélu en 2020. Retrait pour se présenter comme Gouverneur de New-York.                             |                                                 |
| Nick LaLota                  | Républicain       | 3 janvier 2023 - présent           | 118e        | Élu en 2022. | 2023–2025                                       |

## Résultats des récentes élections
Voici les résultats des dix précédents cycles électoraux dans le district.

### 2004
| Élection de 2004 du 1er district congressionnel de New York | Élection de 2004 du 1er district congressionnel de New York | Élection de 2004 du 1er district congressionnel de New York | Élection de 2004 du 1er district congressionnel de New York | Élection de 2004 du 1er district congressionnel de New York |
| ----------------------------------------------------------- | ----------------------------------------------------------- | ----------------------------------------------------------- | ----------------------------------------------------------- | ----------------------------------------------------------- |
| Parti                                                       | Parti                                                       | Candidat                                                    | Votes                                                       | %                                                           |
|                                                             | Démocrate                                                   | Tim Bishop (en) (sortant)                                   | 156 354                                                     | 56,2                                                        |
|                                                             | Républicain                                                 | William M. Manger Jr.                                       | 121 855                                                     | 43,8                                                        |
| Total des votes                                             | Total des votes                                             | Total des votes                                             | 278 209                                                     | 100 %                                                       |
|                                                             | Les Démocrates conservent                                   |                                                             |                                                             |                                                             |

### 2006
| Élection de 2006 du 1er district congressionnel de New York | Élection de 2006 du 1er district congressionnel de New York | Élection de 2006 du 1er district congressionnel de New York | Élection de 2006 du 1er district congressionnel de New York | Élection de 2006 du 1er district congressionnel de New York |
| ----------------------------------------------------------- | ----------------------------------------------------------- | ----------------------------------------------------------- | ----------------------------------------------------------- | ----------------------------------------------------------- |
| Parti                                                       | Parti                                                       | Candidat                                                    | Votes                                                       | %                                                           |
|                                                             | Démocrate                                                   | Tim Bishop (en) (sortant)                                   | 104 360                                                     | 62,2                                                        |
|                                                             | Républicain                                                 | Italo Zanzi                                                 | 63 3287                                                     | 37,8                                                        |
| Total des votes                                             | Total des votes                                             | Total des votes                                             | 167 688                                                     | 100 %                                                       |
|                                                             | Les Démocrates conservent                                   |                                                             |                                                             |                                                             |

### 2008
| Élection de 2008 du 1er district congressionnel de New York | Élection de 2008 du 1er district congressionnel de New York | Élection de 2008 du 1er district congressionnel de New York | Élection de 2008 du 1er district congressionnel de New York | Élection de 2008 du 1er district congressionnel de New York |
| ----------------------------------------------------------- | ----------------------------------------------------------- | ----------------------------------------------------------- | ----------------------------------------------------------- | ----------------------------------------------------------- |
| Parti                                                       | Parti                                                       | Candidat                                                    | Votes                                                       | %                                                           |
|                                                             | Démocrate                                                   | Tim Bishop (en) (sortant)                                   | 162 083                                                     | 58,4                                                        |
|                                                             | Républicain                                                 | Lee Zeldin                                                  | 115 545                                                     | 41,6                                                        |
| Total des votes                                             | Total des votes                                             | Total des votes                                             | 277 628                                                     | 100 %                                                       |
|                                                             | Les Démocrates conservent                                   |                                                             |                                                             |                                                             |

### 2010
| Élection de 2010 du 1er district congressionnel de New York | Élection de 2010 du 1er district congressionnel de New York | Élection de 2010 du 1er district congressionnel de New York | Élection de 2010 du 1er district congressionnel de New York | Élection de 2010 du 1er district congressionnel de New York |
| ----------------------------------------------------------- | ----------------------------------------------------------- | ----------------------------------------------------------- | ----------------------------------------------------------- | ----------------------------------------------------------- |
| Parti                                                       | Parti                                                       | Candidat                                                    | Votes                                                       | %                                                           |
|                                                             | Démocrate                                                   | Tim Bishop (en) (sortant)                                   | 98 316                                                      | 50,2                                                        |
|                                                             | Républicain                                                 | Randy Altschuler                                            | 97 723                                                      | 49,8                                                        |
| Total des votes                                             | Total des votes                                             | Total des votes                                             | 196 039                                                     | 100 %                                                       |
|                                                             | Les Démocrates conservent                                   |                                                             |                                                             |                                                             |

### 2012
| Élection de 2012 du 1er district congressionnel de New York | Élection de 2012 du 1er district congressionnel de New York | Élection de 2012 du 1er district congressionnel de New York | Élection de 2012 du 1er district congressionnel de New York | Élection de 2012 du 1er district congressionnel de New York |
| ----------------------------------------------------------- | ----------------------------------------------------------- | ----------------------------------------------------------- | ----------------------------------------------------------- | ----------------------------------------------------------- |
| Parti                                                       | Parti                                                       | Candidat                                                    | Votes                                                       | %                                                           |
|                                                             | Démocrate                                                   | Tim Bishop (en) (sortant)                                   | 132 525                                                     | 52,2                                                        |
|                                                             | Républicain                                                 | Randy Altschuler                                            | 121 478                                                     | 47,8                                                        |
| Total des votes                                             | Total des votes                                             | Total des votes                                             | 254 003                                                     | 100 %                                                       |
|                                                             | Les Démocrates conservent                                   |                                                             |                                                             |                                                             |

### 2014
| Élection de 2014 du 1er district congressionnel de New York | Élection de 2014 du 1er district congressionnel de New York | Élection de 2014 du 1er district congressionnel de New York | Élection de 2014 du 1er district congressionnel de New York | Élection de 2014 du 1er district congressionnel de New York |
| ----------------------------------------------------------- | ----------------------------------------------------------- | ----------------------------------------------------------- | ----------------------------------------------------------- | ----------------------------------------------------------- |
| Parti                                                       | Parti                                                       | Candidat                                                    | Votes                                                       | %                                                           |
|                                                             | Républicain                                                 | Lee Zeldin                                                  | 94 035                                                      | 53,2                                                        |
|                                                             | Démocrate                                                   | Tim Bishop (en) (sortant)                                   | 78 722                                                      | 44,6                                                        |
| Total des votes                                             | Total des votes                                             | Total des votes                                             | 176 719                                                     | 100 %                                                       |
|                                                             | Les Républicains prennent aux Démocrates                    |                                                             |                                                             |                                                             |

### 2016
| Élection de 2016 du 1er district congressionnel de New York | Élection de 2016 du 1er district congressionnel de New York | Élection de 2016 du 1er district congressionnel de New York | Élection de 2016 du 1er district congressionnel de New York | Élection de 2016 du 1er district congressionnel de New York |
| ----------------------------------------------------------- | ----------------------------------------------------------- | ----------------------------------------------------------- | ----------------------------------------------------------- | ----------------------------------------------------------- |
| Parti                                                       | Parti                                                       | Candidat                                                    | Votes                                                       | %                                                           |
|                                                             | Républicain                                                 | Lee Zeldin (sortant)                                        | 188 499                                                     | 58,2                                                        |
|                                                             | Démocrate                                                   | Anna Throne-Holst                                           | 135 278                                                     | 41,8                                                        |
| Total des votes                                             | Total des votes                                             | Total des votes                                             | 341 554                                                     | 100 %                                                       |
|                                                             | Les Républicains conservent                                 |                                                             |                                                             |                                                             |

### 2018
| Élection de 2018 du 1er district congressionnel de New York | Élection de 2018 du 1er district congressionnel de New York | Élection de 2018 du 1er district congressionnel de New York | Élection de 2018 du 1er district congressionnel de New York | Élection de 2018 du 1er district congressionnel de New York |
| ----------------------------------------------------------- | ----------------------------------------------------------- | ----------------------------------------------------------- | ----------------------------------------------------------- | ----------------------------------------------------------- |
| Parti                                                       | Parti                                                       | Candidat                                                    | Votes                                                       | %                                                           |
|                                                             | Républicain                                                 | Lee Zeldin (sortant)                                        | 139 027                                                     | 51,5                                                        |
|                                                             | Démocrate                                                   | Perry Gershon                                               | 127 991                                                     | 47,4                                                        |
| Total des votes                                             | Total des votes                                             | Total des votes                                             | 270 006                                                     | 100 %                                                       |
|                                                             | Les Républicains conservent                                 |                                                             |                                                             |                                                             |

### 2020
| Élection de 2020 du 1er district congressionnel de New York | Élection de 2020 du 1er district congressionnel de New York | Élection de 2020 du 1er district congressionnel de New York | Élection de 2020 du 1er district congressionnel de New York | Élection de 2020 du 1er district congressionnel de New York |
| ----------------------------------------------------------- | ----------------------------------------------------------- | ----------------------------------------------------------- | ----------------------------------------------------------- | ----------------------------------------------------------- |
| Parti                                                       | Parti                                                       | Candidat                                                    | Votes                                                       | %                                                           |
|                                                             | Républicain                                                 | Lee Zeldin (sortant)                                        | 205 714                                                     | 54,86                                                       |
|                                                             | Démocrate                                                   | Nancy Goroff                                                | 169 294                                                     | 45,14                                                       |
| Total des votes                                             | Total des votes                                             | Total des votes                                             | 375 116                                                     | 100 %                                                       |
|                                                             | Les Républicains conservent                                 |                                                             |                                                             |                                                             |

### 2022
La Primaire Démocrate a été annulée. Bridget M. Fleming (D) avance vers l'Élection Générale.
| Primaire Républicaine de 2022 du 1er district congressionnel de New York | Primaire Républicaine de 2022 du 1er district congressionnel de New York | Primaire Républicaine de 2022 du 1er district congressionnel de New York | Primaire Républicaine de 2022 du 1er district congressionnel de New York | Primaire Républicaine de 2022 du 1er district congressionnel de New York |
| ------------------------------------------------------------------------ | ------------------------------------------------------------------------ | ------------------------------------------------------------------------ | ------------------------------------------------------------------------ | ------------------------------------------------------------------------ |
| Parti                                                                    | Parti                                                                    | Candidat                                                                 | Votes                                                                    | %                                                                        |
|                                                                          | Républicain                                                              | Nick LaLota                                                              | 12 015                                                                   | 47,3                                                                     |
|                                                                          | Républicain                                                              | Michelle Bond                                                            | 7015                                                                     | 27,6                                                                     |
|                                                                          | Républicain                                                              | Anthony Figliola                                                         | 6391                                                                     | 25,1                                                                     |

| Élection de 2022 du 1er district congressionnel de New York | Élection de 2022 du 1er district congressionnel de New York | Élection de 2022 du 1er district congressionnel de New York | Élection de 2022 du 1er district congressionnel de New York | Élection de 2022 du 1er district congressionnel de New York |
| ----------------------------------------------------------- | ----------------------------------------------------------- | ----------------------------------------------------------- | ----------------------------------------------------------- | ----------------------------------------------------------- |
| Parti                                                       | Parti                                                       | Candidat                                                    | Votes                                                       | %                                                           |
|                                                             | Républicain                                                 | Nick LaLota                                                 | 177 040                                                     | 55,5                                                        |
|                                                             | Démocrate                                                   | Bridget M. Fleming                                          | 141 907                                                     | 44,5                                                        |
|                                                             | Write-In                                                    | Write-In                                                    | 48                                                          | 0,0                                                         |
| Total des votes                                             | Total des votes                                             | Total des votes                                             | 318 995                                                     | 100 %                                                       |
|                                                             | Les Républicains conservent                                 |                                                             |                                                             |                                                             |

### 2024
La Primaire Républicaine a été annulée. Nick LaLota (R-Sortant) avance vers l'Élection Générale.
| Primaire Démocrate de 2024 du 1er district congressionnel de New York | Primaire Démocrate de 2024 du 1er district congressionnel de New York | Primaire Démocrate de 2024 du 1er district congressionnel de New York | Primaire Démocrate de 2024 du 1er district congressionnel de New York | Primaire Démocrate de 2024 du 1er district congressionnel de New York |
| --------------------------------------------------------------------- | --------------------------------------------------------------------- | --------------------------------------------------------------------- | --------------------------------------------------------------------- | --------------------------------------------------------------------- |
| Parti                                                                 | Parti                                                                 | Candidat                                                              | Votes                                                                 | %                                                                     |
|                                                                       | Démocrate                                                             | John Avlon                                                            | 19 383                                                                | 70,1                                                                  |
|                                                                       | Démocrate                                                             | Nancy Goroff                                                          | 8253                                                                  | 29,9                                                                  |

| Élection de 2024 du 1er district congressionnel de New York | Élection de 2024 du 1er district congressionnel de New York | Élection de 2024 du 1er district congressionnel de New York | Élection de 2024 du 1er district congressionnel de New York | Élection de 2024 du 1er district congressionnel de New York |
| ----------------------------------------------------------- | ----------------------------------------------------------- | ----------------------------------------------------------- | ----------------------------------------------------------- | ----------------------------------------------------------- |
| Parti                                                       | Parti                                                       | Candidat                                                    | Votes                                                       | %                                                           |
|                                                             | Républicain                                                 | Nick LaLota (sortant)                                       | TBD                                                         | TBD                                                         |
|                                                             | Démocrate                                                   | Bridget M. Fleming                                          | TBD                                                         | TBD                                                         |
| Total des votes                                             | Total des votes                                             | Total des votes                                             | TBD                                                         | 100 %                                                       |
|                                                             |                                                             |                                                             |                                                             |                                                             |